# Feng Menglong
Feng Menglong (1574 – 1646), omgangsnaam Youlong (猶龍), Gongyu (公魚), Ziyou (子猶) of Eryou (耳猶), was een Chinees historicus, romanschrijver en dichter gedurende de late Ming-dynastie. 

## Leven
Feng werd geboren in een huishouding van de lagere adel. Aandacht voor (oude) teksten en functies in bureaucratie en bestuur waren daar gebruikelijk. Hij en zijn broers Feng Menggui (馮夢桂) en Feng Mengxiong (馮夢熊) werden bekend gemaakt met de Chinese klassieken en de traditionele vaardigheden behorend bij hun maatschappelijke plaats. Ze waren alle drie bekende en op hun waarde geschatte kunstenaars, schrijvers en dichters. Men noemde hen wel de “Drie Fengs van het Wu gebied” (吳下三馮). Ondanks zijn dichterschap en belangstelling voor educatie slaagde hij, ondanks vele pogingen, niet voor het keizerlijk examen. Uiteindelijk gaf hij dit op en hield zich als tutor en leraar in leven.
In 1620 begon hij aan zijn verzameling van 3 boeken van 40 novellen, Drie woorden (pinyin: San yan) genoemd. Ze waren in gewone taal geschreven. In 1620/1621 en 1624 verschenen de eerste twee delen. In 1626 ontsnapte hij maar net aan straf omdat hij als bondgenoot van Zhou Shunchang (周順昌) werd bestempeld. (Aan Zhou Shunchang werden allerlei slechte eigenschappen toegeschreven zodat deze werd weggezuiverd door de corrupte eunuch Wei Zhogxian.) Uit weerzin tegen deze ervaren onrechtvaardigheid, besloot hij zijn trilogie van verzamelingen van korte verhalen af te maken. Hij beëindigde dit nu in 1627.
In 1630, op een leeftijd van 56 jaar, ontving hij, in erkenning van zijn schrijverschap de gongsheng graad. Er volgden meerdere bestuurlijke benoemingen.
Als magistraat van Shouning, hoorde hij van het gebruik daar om meisjesbaby's te verdrinken. Hij verbood ouders deze afschuwelijke gewoonte, zorgde voor straf voor wie dit deed en voor beloning voor wie verlaten kinderen opving. 
In deze bestuurlijke posten werd hij beschouwd als een goede en ijverige administrateur. 
In 1638 ging hij met pensioen. 
Op zijn 71e publiceerde hij nog Voorstellen voor Nationaal Herstel. Hij stierf in 1646. Sommigen zeggen dat hij werd gedood door Qing soldaten.

## Stijl en werk
Zijn eerste en wat wel als zijn belangrijkste bijdrage wordt beschouwd, de Drie woorden (San yan) bestaan uit:.
- Verlichte woorden om de wereld te onderrichten (Chinees: 喻世明言, pinyin: Yushi mingyan, 1620/1621, eerst Verhalen uit verleden en heden genoemd).
- Algemeen geldige woorden om de wereld op te schrikken (Chinees: 警世通言, pinyin: Jingshi tongyan, 1624).
- Bestendige woorden om de wereld te wekken (Chinees: 醒世恆言, pinyin: Xingshi hengyan, 1627)

Verdere opmerkelijke werken zijn:
- Een geschiedenis van de liefde (Chinees: 情史, pinyin: Qing Shi) Dit is een anthologie van klassieke liefdesverhalen.
- De onderwerping van de monsters (平妖傳, pinyin: Pingyao zhuan). Deze is geschreven in gewone volkstaal. Het is een bewerking en uitbreiding van een eerdere roman.[2]
- Voorstellen voor Nationaal Herstel. Na de desintegratie van de Mingstaat in 1644 met de invasie uit Mantsjoerije en de plundering van Beijing die toen plaatsvond, formuleerde hij voorstellen om daar weer bovenop te komen.

Feng was een voorstander van de school van Li Zhi, die het beschrijven van menselijke gevoelens en gedrag in de literatuur bevorderde.
In tegenstelling tot de meeste andere schrijvers uit zijn tijd en cultuur portretteerde Feng Menglong vrouwelijke karakters als sterk en intelligent. Het verhaal De jonge vrouw geeft de jonge man geld in Hardnekkige taal om de wereld op te vrolijken vertelt hoe vrouwen in een patriachale samenleving hun vrijheid en geluk nastreefden.
Wat bestuur en bureaucratie betreft heeft hij in zijn werk oog voor de wijdverbreide corruptie en afpersing van het overheidsapparaat
- Bibsys: 90840244
- Biblioteca Nacional de España: XX922667
- Bibliothèque nationale de France: cb11903033j (data)
- Catàleg d'autoritats de noms i títols de Catalunya: 981058525839606706
- CiNii: DA00339600
- Digitale Bibliotheek voor de Nederlandse Letteren: meng012
- Gemeinsame Normdatei: 119016605
- International Standard Name Identifier: 0000 0001 2117 8172
- Library of Congress Control Number: n50002569
- Nationale Bibliotheek van Letland: 000258132
- Bibliotheek van het Japanse parlement: 00335210
- Nationale Bibliotheek van Tsjechië: jo2009521395
- Nationale bibliotheek van Australië: 36730202
- Nationale Bibliotheek van Israël: 987007261023305171
- Nationale en Universitaire bibliotheek Zagreb: 000301863
- Nederlandse Thesaurus van Auteursnamen: 141642114
- Réseau des bibliothèques de Suisse occidentale: 02-A000061854
- Istituto Centrale per il Catalogo Unico: CFIV139087
- LIBRIS: 186756
- SNAC: w68s92z1
- Système universitaire de documentation: 026868245
- Trove: 1438101
- Virtual International Authority File: 2470290
- WorldCat: E39PBJc3G9mqTxF3KTwG3GPPcP